# NGC 214

NGC 214

NGC 214 (بالإنجليزية: NGC 214)‏ التي يرمز لها بالرمز NGC 214، هي مجرة، في كوكبة المرأة المسلسلة.

## الاكتشاف
اكتشفت في 10 سبتمبر 1784، بواسطة ويليام هيرشل.